# Dendrochernes instabilis
Dendrochernes instabilis är en spindeldjursart som först beskrevs av Chamberlin 1934.  Dendrochernes instabilis ingår i släktet Dendrochernes och familjen blindklokrypare. Inga underarter finns listade i Catalogue of Life.